# Policía Metropolitana de Dublín
La Policía Metropolitana de Dublín (DMP) consistió en la fuerza policial de la ciudad de Dublín en Irlanda, desde 1836 hasta 1925, año en que se unificó en un nuevo cuerpo llamado Garda Síochána. (Guardianes de la paz en irlandés)
El sistema de policía rural comenzó cuando Robert Peel, el por entonces Jefe de Secretaría de Irlanda creó la Fuerza de Preservación de la Paz en 1816. Este rudimentario cuerpo de policía paramilitar se diseñó para proveer a Irlanda de policía rural, reemplazando al sistema de vigilantes del siglo XVIII, guardias, oficiales y el Ejército Británico. Peel continuó hasta fundar la  Policía Metropolitana de Londres.
En 1822 una nueva acta creó 4 cuerpos policiales provinciales cuya organización se basó en las tradicionales provincias de la isla. Estos se fusionaron en un nuevo y centralizado Cuerpo de policía en 1836 y el cuerpo conocido como Fuerza de Preservación de la Paz dejó de existir. Al mismo tiempo se crearon fuerzas noparamilitares en las ciudades más grandes como; Dublín, Belfast y Londonderry. Las fuerzas de Belfast y Derry fueron absorbidas por la Fuerza Nacional por problemas disciplinarios y solamente Dublín mantuvo sus fuerzas policiales por separado. 
La DMP se diseñó de un modo muy similar a la Policía Metropolitana de Londres, no sólo los uniformes eran indistinguibles, especialmente cuando adoptaron el casco y la placa, sino que ambas fuerzas tenían una estructura organizacional similar. Más que por un jefe de policía, el cuerpo estaba comandado por un comisario que no era un oficial de policía, sino un magistrado portando un comisionado de paz.	